# جوانا راميريز
جوانا راميريز (1790 - 1856) المعروفة باسم "لا أفانزادورا"، كانت جندية وبطلة في حرب الاستقلال الفنزويلية.

## السيرة الشخصية
ولدت في عهد العبودية. في عام 1813 قادت جوانا راميريز وحدة مدفعية قوامها 100 فرد فقط، والتي لعبت دورًا أساسيًا في مقاومة محاولات الجنود الإسبان لإعادة احتلال فنزويلا المستقلة حديثًا في ذلك الوقت وجعلها مستعمرة مرة أخرى.

## الميراث
نصب تم تشييده وإعلانه كملاذ وطني للمقاطعة في عام 1975، ثم الملاذ الوطني الإقليمي في عام 1994 يحدد مكان دفن رفاتها الأخير. تم نصب النصب التذكاري لجوانا لا أفانزادورا على شرفها شارع بوليفار في ماتورين. في 23 أكتوبر 2001 تم إدخال بقايا رمزية لجوانا راميريز في البانثيون الوطني لفنزويلا، وهو آخر مكان لأبطال حرب الاستقلال وشخصيات مهمة في المجتمع الفنزويلي.
في عام 2015 أصبحت أول امرأة سوداء يتم دفنها بعد وفاتها في ضريح الأبطال الوطني في فنزويلا.